# Сиверс, Александр Иванович
Алекса́ндр Ива́нович Си́верс (27 сентября [8 октября] 1798, Гатчина — 15 [27] февраля 1840, Тула) — генерал-майор Русской императорской армии, исполнявший должность командира Тульского оружейного завода с 1837 года по 1840 год, участник Русско-турецкой войны 1828 года, георгиевский кавалер.

## Биография
Родился в Гатчине 27 сентября (8 октября) 1798 года в семье потомственного дворянина, командира пешей гвардейской артиллерийской роты Лейб-гвардии артиллерийского батальона Ивана Христиановича фон Сиверса.
В 1817 году с отличием окончил Пажеский корпус камер-пажом. При этом его имя, наряду с именами других «отличнейших» выпускников, было занесено на белую мраморную доску в Белом зале корпуса. Высочайшим приказом от 20 апреля 1817 года был произведён в прапорщики и направлен в Лейб-гвардии 1-ю артиллерийскую бригаду; с 1822 — поручик.
В 1824 году был произведён в штабс-капитаны и переведён в Лейб-гвардии 2-ю артиллерийскую бригаду на должность командира 4-й батареи; капитан с 1826, полковник с 1827 года. Вместе с бригадой А. И. Сиверс принимал участие в сражениях в ходе Русско-турецкой войны 1828—1829 годов, в частности при осаде турецкой крепости Варна; 4 мая 1831 года Высочайшим приказом ему был пожалован орден Святого Георгия 4-й степени:

за отличную храбрость, оказанную при осаде крепости Варны, где командовал с 11 по 29-го сентября 1828-го года в траншеях батареями 2-й и 3-й параллели.
Затем А. И. Сиверс принял непосредственное участие в подавлении польского восстания 1830—1831 годов. Участвовал в осаде Варшавы и последующем взятии её приступом; 14 марта 1833 года Высочайшим приказом был назначен штаб-офицером в Императорскую военную академию для командования офицерами, которые обучались в ней; 7 апреля 1835 года за отличие по службе был произведён в чин генерал-майора.

### Руководство Тульским оружейным заводом
С 22 января 1837 года генерал-майор А. И. Сиверс был исправляющим должность командира Тульского оружейного завода. Ему досталось крайне тяжёлое наследство, поскольку ещё в июне 1834 года Тульский оружейный завод был почти полностью уничтожен пожаром. Сгорели практически все производственные постройки и оборудование. Через год была создана комиссия по постройке нового каменного завода и для возрождения завода требовался решительный и смелый руководитель. Выбор пал на Сиверса, который энергично принялся за дело. Уже летом того же 1837 года он представил завод для осмотра наследником-цесаревичем Александром Николаевичем, а чуть позже и великим князем Михаилом Павловичем, которые благосклонно оценили его труды по восстановлению завода. В 1838 году в воздаяние отлично-усердной и ревностной службы А. И. Сиверсу был пожалован орден Святого Станислава 1-й степени.
Однако завершить восстановление завода он не успел; 23 января 1840 года Сиверс издал свой последний приказ по заводу:

По случаю болезни моей, не в состоянии будучи отправлять обязанностей службы, я предложил помощнику моему по хозяйственной части полковнику Тагайчинову вступить в командование заводом, впредь до моего выздоровления.— Приказ Командующего Тульским оружейным заводом № 23 от 23 января 1840 г.
Государственный архив Тульской области (ГАТО). — Фонд 187: «Тульский оружейный завод. 1712—1917 гг.». — Оп. № 1: 1712—1913 гг. — Д. 2382: «Приказы по Тульскому Оружейному Заводу, отдаваемые Командующим заводом и Председателем Правления. Со второй половины 1838-го года».
А. И. Сиверс скоропостижно скончался 15 (27) февраля 1840 года от ревматизма; 29 февраля 1840 года Высочайшим приказом он был исключён из списков умершим. Был похоронен 18 февраля на Чулковском кладбище города Тулы. Точное место захоронения неизвестно, сохранилась лишь массивная плита с его могилы, покоящаяся возле кладбищенской церкви Дмитрия Солунского и на которой высечена надпись: «Артиллеріи Генералъ-маіоръ Александръ Ивановичъ Сиверсъ, родился 27 сентября 1798 года, скончался 15 февраля 1840 года».

## Награды
А. И. Сиверсу за годы службы были пожалованы следующие награды:
- Орден Святой Анны 3-й степени — 4 августа 1824 г.[18]
- Орден Святой Анны 2-й степени — 30 сентября 1828 г.[19]
- Орден Святого Георгия 4-й степени — 4 мая 1831 г.[20]
- Орден Святого Владимира 3-й степени — 25 июня 1831 г.[21]
- Императорская корона к ордену Святой Анны 2-й степени — 15 января 1832 г.[22]
- Орден Святого Станислава 1-й степени — 11 марта 1838 г.[23][к 2]
- Медаль «За турецкую войну»
- Медаль «За взятие приступом Варшавы»
- Знаки беспорочной службы: за XV лет (22 августа 1834 г.)[24] и за XX лет (22 августа 1839 г.)[25]
- Польский знак отличия за военное достоинство 3-й степени

## Семья
А. И. Сиверс был женат на Елизавете Васильевне (Анна-Елизавета) Ольдерогге (05.08.1810, Вольмар — 22.10.1899, Санкт-Петербург). В браке родилось пятеро детей:
- Михаил (1834—1915)
- Александр (1835—1902)
- Николай (04.10.1837—27.01.1899, Калиш), действительный статский советник (15.05.1883)
- Елена (1839—?).